# انهيار كبل كهرباء كينشاسا
انهيار كبل كهرباء كينشاسا في 2 فبراير 2022 انهار كبل كهرباء في كينشاسا في جمهورية الكونغو الديمقراطية، مما أسفر عن مقتل 26 شخصًا. وقع الحادث في سوق في ماتادي كيبالا في ضواحي عاصمة جمهورية الكونغو الديمقراطية. سقط الكبل على المنازل والمتسوقين، حيث هبطت النهاية الحية في حفرة مليئة بالمطر في وقت سابق من اليوم. قالت شركة الكهرباء الوطنية في البلاد إنها تعتقد أن الكبل قد انكسر لأنه أصيب ببرق.